# Тайберн

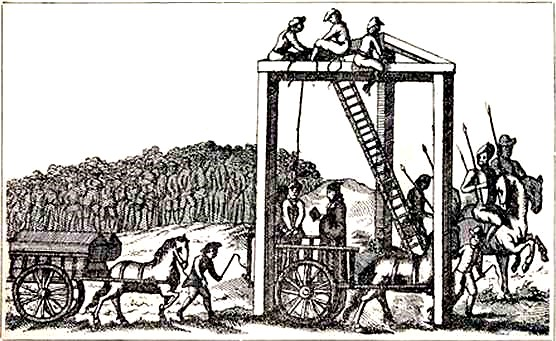
«Тайбернское тройное дерево»

Тайберн (англ. Tyburn) — деревня в графстве Миддлсекс, ныне часть Лондонского городского округа Вестминстер. С 1196 по 1783 год являлась официальным местом казни осуждённых из Лондона. После 1783 года местом публичных казней стала площадь перед тюрьмой Ньюгейт, а с 1868 года, согласно принятому тогда закону, казни стали проводиться за стенами Ньюгейтской тюрьмы без доступа общественности.

## Местность
Название деревни происходит от имени ручья Тайберн (англ. Tyburn Brook), одного из притоков речки Вестборн (англ. River Westbourne), впадавшей в Темзу. В настоящее время Тайберн и Вестборн полностью текут в подземных тоннелях.
Местечко Тайберн упомянуто ещё в Книге Страшного суда и находилось приблизительно на месте нынешней Мраморной арки, на западном конце Оксфорд-стрит. До того, как появилась Оксфорд-стрит, к деревне Тайберн вели дороги Тайберн-роуд (англ. Tyburn Road) и Тайберн-лейн (англ. Tyburn Lane).
Тайберн исполнял определённые общественные функции ещё в доисторические времена. Так, здесь находился неолитический памятник — камень Освульфа (англ. Oswulf’s Stone), давший название староанглийской общине на территории Миддлсекса — Оссульстоунской сотне (англ. Ossulstone Hundred). При строительстве Мраморной арки в 1851 году старинный камень был закопан в землю, однако впоследствии снова вырыт и представлен в экспозиции рядом с аркой, пока в 1869 году он не пропал окончательно.

## Казни
Первая казнь в Тайберне, близ берега реки, задокументирована в 1196 году. В 1571 году близ нынешней Арки сооружено «Тайбернское дерево» (англ. Tyburn Tree), построенное из деревянных брусьев в виде призмы с треугольным основанием, отчего в обиходе именовалось «трёхногая кобылка» (англ. three legged mare). Тайбернское дерево, возвышающееся над местностью, являлось также важным ориентиром в западной части Лондона и официальным символом законности. На такой виселице могли быть казнены одновременно несколько преступников. Например 23 июня 1649 года в Тайберн на 8 повозках были доставлены и повешены 24 человека (23 мужчины и 1 женщина). После проведения казней тела или закапывали поблизости, или передавали врачам для вскрытий. Так, согласно принятому в 1540 году парламентом закону, Гильдия врачей-хирургов (англ. Surgeons Guild) была объединена с Обществом цирюльников (англ. Company of Barbers). Этому новому курьёзному союзу дозволялось брать ежегодно для изучения по четыре тела казнённых преступников.
Первой жертвой «тайбернского дерева» стал 1 июня 1571 года доктор Джон Стори (1504—1571), один из лидеров католической оппозиции. Он уже арестовывался, но в 1560-е годы сумел бежать из тюрьмы Маршалси (англ. Marshalsea) во Фландрию, где принял испанское подданство. В августе 1570 года он был похищен по приказу королевы Елизаветы I её агентами во главе с сэром Уильямом Сесилом, доставлен в Англию и осуждён как изменник и государственный преступник.
После Реставрации Стюартов во второй половине XVII столетия в годы царствования короля Карла II в Тайберне состоялась символическая посмертная казнь лидеров Английской революции, совмещённая с осквернением их трупов. Так, 30 января 1661 года, в годовщину казни короля Карла I, из могилы в Вестминстерском аббатстве были извлечены останки умершего в 1658 году лорда-протектора, а фактически диктатора Англии Оливера Кромвеля, доставлены в Тайберн, сперва повешены на «дереве», затем утоплены в реке, после чего четвертованы. Та же судьба была уготована телам Джона Брэдшоу (1602—1659) — судьи, вынесшего смертный приговор Карлу I, и генерала Генри Айртона (1611—1651), одного из прославленных полководцев парламентской армии. 11 июля 1681 года на виселице Тайберна был повешен, затем обезглавлен и четвертован Оливер Планкетт, католический примас Ирландии, схваченный в 1679 году в окрестностях Дублина, доставленный в Англию и осуждённый как изменник.

## В культуре

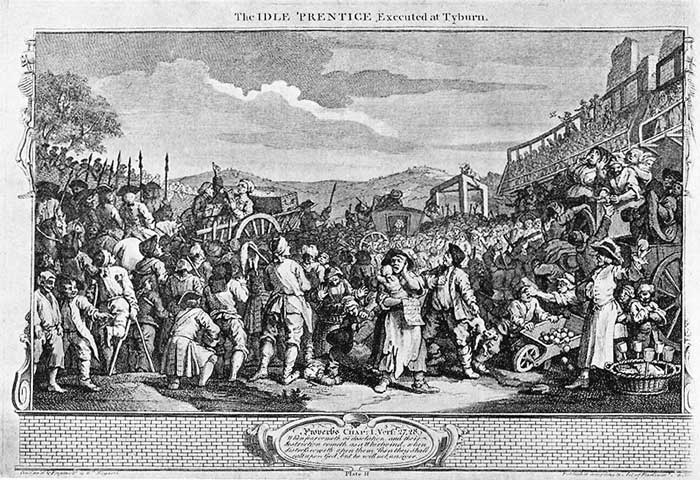
Уильям Хогарт Казнь ленивого школяра в Тайберне (1747)

Казни в Тайберне были как в Средневековье, так и в Новое время излюбленным развлечением, привлекавшим внимание множества лондонцев. Жители Тайберна охотно пользовались этим в коммерческих целях, сооружая перед казнями деревянные трибуны и продавая на них места. Впрочем, такие «услуги» не всегда были безопасны для зрителей. Известны случаи, когда при большом напоре жаждущих увидеть зрелище самодельные трибуны разваливались, погребая под собой сотни зевак. Однако подобные происшествия никак не уменьшали числа желающих полюбоваться «весёлым зрелищем». Посещение места казни даже поощрялось из моральных и нравоучительных соображений. Так, день экзекуции в Тайберне для лондонских цеховых и мастеровых учеников был нерабочим. Подобную практику знаменитый английский художник Уильям Хогарт высмеял сатирической гравюрой Казнь ленивого школяра в Тайберне (1747).
Тайберн был озвучен в многочисленных поговорках, связанных со смертной казнью, и в словесных оборотах лондонцев. Так, кому желались всевозможные несчастья или предвиделась худая доля, желалось «съездить в Тайберн» (англ. to take a ride to Tyburn). Тот, по ком уже плакала петля, звался «хозяин Тайбернского поместья» (англ. Lord of the Manor of Tyburn). Приговорённые доставлялись к месту казни в открытых повозках, влекомых волами. От них зрители ожидали «доброго представления», под которым понималось мужественное и спокойное принятие смерти одетыми в своё лучшее платье преступниками. В этом случае публика, восхищённая их поведением, восклицала «Хорошо умер!» (англ. good dying!). В случае же, если казнимый проявлял малодушие или цеплялся за жизнь, лондонцы осыпали его оскорблениями. Кроме мужественного поведения, присутствующая при казни публика обычно настаивала и на так называемом «последнем слове» (англ. last dying speech), которым, как правило, пользовался осуждённый, чтобы покаяться в совершённых преступлениях и повиниться перед пострадавшими. Иногда подобные речи для преступников были заранее отпечатаны и читались ими с листка.
Последняя казнь состоялась на виселице Тайберна 3 ноября 1783 года, когда был повешен уличный грабитель Джон Остин. В настоящее время о месте казни в Тайберне напоминают три латунные таблички, выложенные треугольником на мостовой угла лондонских Бейсуотер-роуд и Эджвер-роуд. Другим памятником страшных событий является Тайберн Конвент (англ. Tyburn Convent), бенедиктинский женский монастырь, освящённый в память о более чем 350 католических мучениках, казнённых во время Реформации в Англии.